# گلن چندلر
گلن چندلر (انگلیسی: Glenn Chandler؛ زادهٔ ۱۲ مارس ۱۹۴۹) نمایشنامه‌نویس، فیلم‌نامه‌نویس، رمان‌نویس، کارگردان تئاتر و تهیه‌کنندهٔ اهل اسکاتلند است.
از فیلم‌ها یا مجموعه‌های تلویزیونی که وی در آن‌ها نقش داشته‌است، می‌توان به تاگارت و به من بگوئید آقا اشاره نمود.